# 風道花うた
『風道花うた』 (かざみちはなうた）は、日本の音楽ユニット・marbleの5周年記念ベストアルバム。2012年6月6日にGloryHeavenから発売された。

## 概要
メジャーデビュー5周年を迎えたユニット初のベストアルバム。
本作に関して菊池は「ベストを作るまではあまり意識していなかったんですけど、このアルバムによって5年っていう括りを意識したんです。そういう意識を持つと、ここまでは今までの自分で、次はこうじゃなくてもいいんじゃないか、もう自分はここの人じゃなくてもいいんじゃないか、という一区切りしたい気持ちになったんです。この5年間を切り捨てるわけじゃないんですけど、過去の自分の曲ということでより客観的に曲も聴けるし、このアルバムを自分たちの一つの時代とした時に、その次の時代に自分たちをどう持っていけるのかな？　という参考資料みたいにできるかな？　と思いました。自分たちは“こういうものだったんだ”というのがあって、それが俺的には、5年間一区切りできたことでスッキリしたなという気はしています」、miccoは「これがmarbleですよという意味で見せられるアルバムだと思うんです。以前のアーリーベスト（『手のひら』）では、marbleってこんなのもあったんだみたいな感じだったものが、今回のベストを聴けば、ああこういう彩りがあるんだなと感じてもらえると思います。前から聴いてくれている人にも聴いてほしいアルバムでもあるし、知らない人にも聴いてもらいたいなという気持ちもあって、こういう選曲にしたんです。」と語った。
本作発売記念イベントとしてインストアミニライブとサイン会が開催された。また、アニメイト、ゲーマーズ、タワーレコードにて本作の購入者にオリジナル特典の缶バッチがプレゼントされた。

## 批評
CDジャーナルは『ナチュラルな疾走感と軽やかなメロディがひとつになった「芽生えドライブ」、シンプルなバンド・サウンドを基本としたギター・ロック「星屑 tears」など、キャリアを象徴する楽曲が網羅されている。』と批評した。

## 収録内容
| 全作詞: micco。 |                                                                                     |           |           |                     |      |
| #               | タイトル                                                                            | 作詞      | 作曲      | 編曲                | 時間 |
| 1.              | 「芽生えドライブ」                                                                  | micco     | 菊池達也  | 菊池達也            | 4:44 |
| 2.              | 「アネモネ ～Melancholy of marble Version～」(ストリングスアレンジ:中西亮輔)        | micco     | micco     | 菊池達也            | 4:10 |
| 3.              | 「星屑 tears」                                                                      | micco     | micco     | 菊池達也            | 4:36 |
| 4.              | 「青空loop」                                                                        | micco     | 菊池達也  | 菊池達也            | 3:54 |
| 5.              | 「初恋 limited」                                                                    | micco     | 菊池達也  | 菊池達也            | 4:09 |
| 6.              | 「空中迷路」                                                                        | micco     | 菊池達也  | 菊池達也            | 4:37 |
| 7.              | 「宝石」                                                                            | micco     | micco     | 菊池達也            | 4:28 |
| 8.              | 「空想ジェット!」                                                                   | micco     | 菊池達也  | 菊池達也 & 菊谷知樹 | 3:50 |
| 9.              | 「流星レコード」(ストリングスアレンジ:ぺーじゅん)                                   | micco     | 菊池達也  | 菊池達也            | 4:15 |
| 10.             | 「それだけ」                                                                        | micco     | 菊池達也  | 菊池達也            | 5:04 |
| 11.             | 「朝はやってくる、short filmのように。」                                            | micco     | 菊池達也  | 菊池達也            | 5:38 |
| 12.             | 「Lingering Fizz」                                                                  | micco     | micco     | 菊池達也            | 4:13 |
| 13.             | 「さくらさくら咲く 〜あの日君を待つ 空と同じで〜」(ストリングスアレンジ:ぺーじゅん) | micco     | 菊池達也  | 菊池達也            | 3:46 |
| 14.             | 「水彩キャンディー」                                                                | micco     | 菊池達也  | 菊池達也            | 4:20 |
| 15.             | 「幸せは星の上 ～旅の途中、空を見上げて～」                                         | micco     | 菊池達也  | 菊池達也            | 6:39 |
| 合計時間:       | 合計時間:                                                                           | 合計時間: | 合計時間: | 68:23               |      |

### 解説
1. 芽生えドライブ
  - 1stシングル表題曲。
  - テレビアニメ『ひだまりスケッチ』エンディングテーマ。
2. アネモネ ～Melancholy of marble Version～
  - 1stアルバム『虹色ハミング』収録曲。
3. 星屑 tears
  - 2011年ごろからライブやニコ生～ぶるで披露していたインディーズ時代から存在する曲であり初音源化となる。
4. 青空loop
  - 3rdシングル表題曲。
  - テレビアニメ『キミキス pure rouge』オープニングテーマ。
5. 初恋 limited
  - 5thシングル表題曲。
  - テレビアニメ『初恋限定。』エンディングテーマ。
6. 空中迷路
  - 2ndシングル表題曲。
  - テレビアニメ『かみちゃまかりん』エンディングテーマ。
7. 宝石
  - 6thシングル『violet』のカップリング曲。
  - テレビアニメ『うみものがたり 〜あなたがいてくれたコト〜』第13話エンディングテーマ。
8. 空想ジェット!
  - 2ndアルバム『空想ジェット!』収録曲。
9. 流星レコード
  - 4thシングル表題曲。
  - テレビアニメ『ひだまりスケッチ×365』エンディングテーマ。
10. それだけ
  - 2ndアルバム『空想ジェット!』収録曲。
11. 朝はやってくる、short filmのように。
  - 3rdアルバム『Lingering Fizz』収録曲。
12. Lingering Fizz
  - 3rdアルバム『Lingering Fizz』収録曲。
13. さくらさくら咲く 〜あの日君を待つ 空と同じで〜
  - 7thシングル表題曲。
  - テレビアニメ『ひだまりスケッチ×☆☆☆』エンディングテーマ。
14. 水彩キャンディー
  - 9thシングル表題曲。
  - テレビアニメ『ましろ色シンフォニー』エンディングテーマ。
15. 幸せは星の上 ～旅の途中、空を見上げて～
  - コンセプトアルバム『ひだま〜ぶる×☆☆☆』に収録されていた曲をサブタイトルをつけセルフカバーした曲である。